# 德涅斯特河沿岸公民签证要求

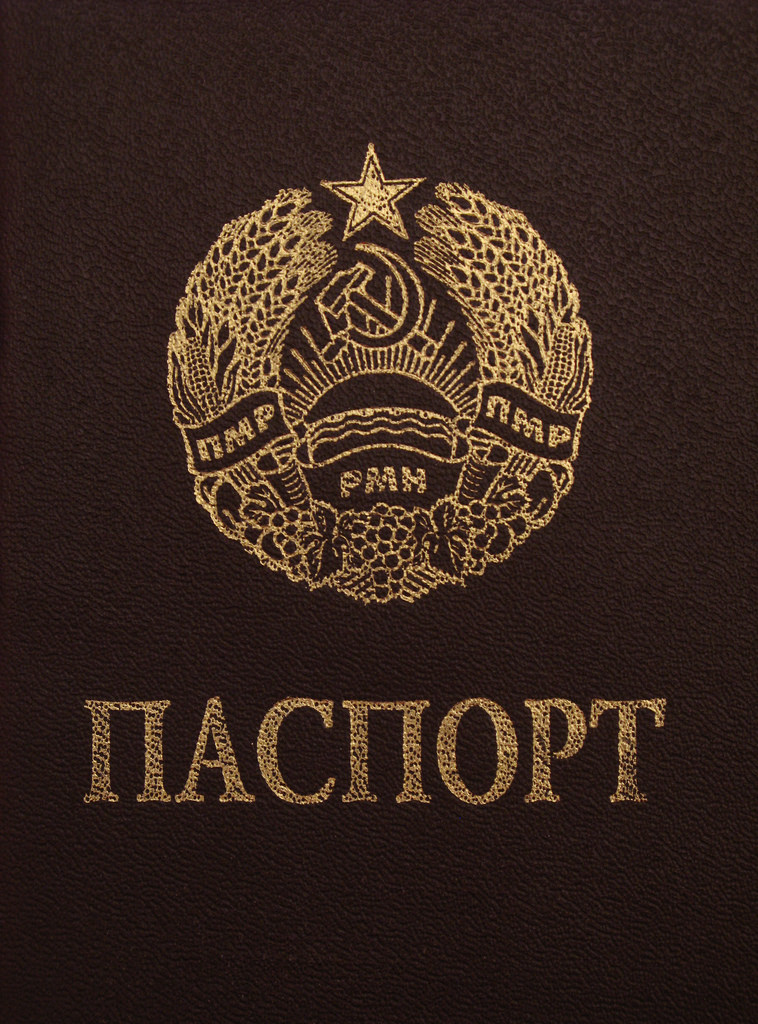
签发给德涅斯特河沿岸公民的护照

针对德涅斯特河沿岸公民的签证要求是其他国家当局对德涅斯特河沿岸公民的行政入境限制。 

## 有效性
由于德涅斯特河沿岸不被世界上大多数国家承认(除了阿布哈兹、南奥塞梯，这些国家大部分也不被承认)，德涅斯特河沿岸护照不适用于前往世界上大多数国家。由于允许双重国籍，大多数受影响的人在国外旅行时有权持有摩尔多瓦、俄罗斯或乌克兰护照。
德涅斯特河沿岸护照本身仅可用于持签证前往阿布哈兹或免签前往南奥塞梯。